# Fadinha-de-garganta-branca
Fadinha-de-garganta-branca Amytornis woodwardi é uma espécie de ave da família Maluridae.
É endémica da Austrália.
Os seus habitats naturais são: campos de gramíneas subtropicais ou tropicais secos de baixa altitude e áreas rochosas.
Está ameaçada por perda de habitat.